# ピペラシリン・タゾバクタム
ピペラシリン・タゾバクタムは、広域スペクトラムのペニシリン系抗生物質ピペラシリンとβラクタマーゼ阻害剤タゾバクタムの合剤。製品名は日本では「ゾシン」「タゾシン」(大鵬薬品工業製造販売)、「Tazocin」(カナダ、英国、アイルランド、オーストラリア、ニュージーランド、イタリアにおいてファイザー製造販売)、「Zosyn」（米国、ファイザー製造販売)。これらの薬剤の組み合せは、多くの グラム陽性菌 及び グラム陰性菌 、緑膿菌に対し効果を示す。

## 用途
主な用途は、 集中治療医学 (肺炎、 腹膜炎など)、 糖尿病関連下肢感染症、発熱性好中球減少症(例:化学療法後)である。この薬剤を静脈から、6または8時間おきに、通常は3-30分で投与する。4時間以上かけて継続的に投与することもできる。長時間投与は、血中濃度が最小発育阻止濃度（MIC）を超える時間を最大にすると考えられている。
ピペラシリン・タゾバクタムはNIHにより、好中球減少を伴うがん患者の菌血症・敗血症の第一選択薬とされている。

## 適応症
1. 一般感染症
適応菌種: 本剤に感受性のあるブドウ球菌属、レンサ球菌属、肺炎球菌、腸球菌属、モラクセラ(ブランハメラ)・カタラーリス、大腸菌、シトロバクター属、クレブシエラ属、エンテロバクター属、セラチア属、プロテウス属、プロビデンシア属、インフルエンザ菌、緑膿菌、アシネトバクター属、ペプトストレプトコッカス属、クロストリジウム属(クロストリジウム・ディフィシルを除く)、バクテロイデス属、プレボテラ属
適応症: 敗血症、肺炎、腎盂腎炎、複雑性膀胱炎、腹膜炎、腹腔内膿瘍、胆嚢炎、胆管炎
2. 発熱性好中球減少症

## 副作用
最も多く見られる副作用は 下痢症 (7%～11%)である。 ある研究では Clostridium difficile関連下痢症が4.9%にみられた。 血小板機能抑制や血小板減少症も報告されている。

## 製品名
日本では「ゾシン」「タゾシン」が先発品として販売されている。TazocinとZosynの他に、Biopiper TZ、Brodactam、Piptaz、Maxitaz、Kilbac、Trezora、Du-Tazop、Tazopen、Sytaz、Inzalin TZなどが販売されている。